# 克里斯多福·提圖斯
克里斯多福·提圖斯（英語：Christopher Todd Titus，1964年10月1日—）是美國的一位喜劇演員和演員。他成長在加利福尼亞紐瓦克。他最著名的作品是福斯廣播公司節目提圖斯。